# Maria Marjańska-Czernik
Maria Marjańska-Czernik (ur. 31 marca 1947 w Warszawie) – popularyzatorka książki dziecięcej, tłumaczka z języka czeskiego i słowackiego, redaktorka i autorka. Wiele lat pracowała w czasopismach i w redakcji książkowej „Naszej Księgarni”. Współtworzyła pierwsze w Polsce czasopismo o książce dziecięcej „Guliwer”. Przez jedną kadencję był prezesem Polskiej Sekcji IBBY gdzie koordynowała działania grupy eksperckiej przy tworzeniu Kanonu Książek dla Dzieci i Młodzieży.

## Kariera zawodowa
Ukończyła slawistykę w zakresie filologii czesko-słowackiej na Uniwersytecie Warszawskim.
Po studiach przez wiele lat pracowała w czasopismach „Płomyk”, „Misio” i „Płomyczek” wydawanych wówczas przez Naszą Księgarnię. Następie zaczęła tłumaczyć krótkie opowiadania, a z czasem czeskie i słowackie książki. Pisała też reportaże z ciekawych miejsc, które odwiedzała w Polsce i na świecie, między innymi z Babilonu w Iraku, ze świątyni greckiej na Peloponezie, z Suwałk, z Płocka i z Ciechocinka. Wtedy też napisała pierwszą książeczkę dla dzieci młodszych pod tytułem Uszy.
Przez wiele lat zajmowała się społecznie promocją literatury dziecięco-młodzieżowej. Była jedną z założycielek i szefową niedziałającej już Fundacji „Książka dla Dziecka” (1990-2003), wydawcą dwumiesięcznika o książce dla dzieci i młodzieży „Guliwer” (1991-1999), prezesem Stowarzyszenia Przyjaciół Książki dla Młodych – Polskiej Sekcji IBBY (2003-2007) i wiceprezesem Oddziału Warszawskiego Stowarzyszenia Pisarzy Polskich (2002-2005). Pracowała jako redaktorka w miesięczniku „Twoje Dziecko”, w którym również polecała rodzicom lektury dla najmłodszych. Była jedną z inicjatorek Ogólnopolskiej Nagrody Literackiej im. Kornela Makuszyńskiego.
Współpracowała z portalami internetowymi szerzącymi kulturę dla najmłodszych: „qlturka.pl – dziecko i kultura”, a także „ego dziecka.pl” i „sportowa rodzina.pl”.
Przetłumaczyła ponad dwadzieścia książek dla dzieci i młodzieży.
W 2003 roku dostała nominację do Ikara – „za wieloletnią, skuteczną promocję książek dla dzieci”. W 2016 roku otrzymała nagrodę „Guliwer w krainie liliputów” pisma „Guliwer”.
Jej książki Wypożyczalnia babć i NIC w 2008 roku nominowane były do nagrody BESTSELLERek przyznawanej na Wrocławskich Promocjach Dobrych Książek. W tym samym roku książka Nic otrzymała wyróżnienie dla ilustratorki (Krystyna Lipka-Sztarbałło) w konkursie Polskiej Sekcji IBBY.

## Życie prywatnie
Jest córką poetki, pisarki i tłumaczki Ludmiły Marjańskiej oraz architekta Janusza Marjańskiego. Ma męża i dwoje dzieci oraz pięcioro wnucząt.

## Publikacje[2]
- „Uszy” (BW „Ruch” 1972; KAW 1975; il. Zdzisław Witwicki, okładka Janusz Stanny);
- „Wypożyczalnia babć” (Stentor-Kora 2008; il. Justyna Mahboob). Wydanie czeskie „Půjčovna babiček” (Albatros 2013; il. Bára Buchalová), przeł. Šárka Krejčová
- – pod tym samym tytułem słuchowisko radiowe w Pr. I PR [maj 2008];
- „NIC” (Stentor-Kora 2008, il. Krystyna Lipka-Sztarbałło).

### Przekłady z czeskiego
- Olga Krejčová, Jiři Mikula Méďové: Jak se méďové učili bát – „Misie” (KAW, 1975);
- Jan Ryska: Dědeček, Kyliján a já – „Dziadziuś, ja i osiołek” (Nasza Księgarnia, 1979);
- Dagmar Lhotová: Prázdniny teprve začínají – „Wakacje dopiero się zaczynają” (razem z J. Przeczek – Nasza Księgarnia, 1984);
- Eduard Petiška:- Helenka a Princezna „Helenka i księżniczka” (Nasza Księgarnia, 1985)
- Zdeněk Adla: Vlče – „Wilczek” (Nasza Księgarnia, 1986);
- Kamila Sojková: Děti na Dyji – „Dzieci znad rzeki” (Nasza Księgarnia 1987);
- Waldemar Bonsels: Včelka Mája a její příhody – „Pszczółka Maja” (Grafag, 1998);
- Kryštof Matouš: Ferda – „Ferdek i konik Chochlik” (Grafag, 1998);
- Ferda mezi otrokáři – „Ferdek wśród rabusiów” (Grafag, 1999);
- Ferda a návštěvníci z neznámé planety – „Ferdek i kosmici” (Grafag, 1999);
- Zdeněk Miler, Hana Doskočilová: Krtek a maminka – „Krecik i mama zajączków” (Albatros, 2004);
- Václav Čtvrtek: Manka – „Hanka” (Albatros, 2005);
- Václav Čtvrtek: Rumcajs – „Rumcajs” (Albatros, 2005);
- Anna Neborová: Oskar a Mimi – „Oskar i Mimi” (BIS, 2008);
- Ivona Březinová: Lentilka pro dědu Edu – „Cukierek dla dziadka Tadka” (Stentor, 2008);
- Zdeněk Miler: Krtek v městě – „Krecik w mieście” (Wilga, 2008)
- Ivona Březinová Kluk a pes – „Chłopiec i pies” (Prószyński i Spółka, 2017)
- Václav Čtvrtek: Rumcajs – „Rumcajs” (Nowa Baśń, 2019)

### Przekłady ze słowackiego
- Hana Zelinová: Hanibal za branou – „Hanibal za bramą” (KAW, 1978)
- Ján Navrátil: Tri červené klobúčiky – „Trzy czerwone kapelusiki” (KAW, 1979)
- Daniel Hevier: Kam chodia na zimu zmrzlinári – „Dokąd na zimę odchodzą lodziarze” (Mladé Letá, 1986)
- Eleonora Gašparová: Medveď pre bračeka – „Niedźwiedź dla braciszka” (Nasza Księgarnia, 1987)
- Viera Švenková: Zátišie s gitarou – „Zacisze z gitarą” (KAW, 1988)
- Juraj Háj: Nakreslím dom – „Narysuję dom” (KAW, 1988)
- Nataša Tanská: Nečo som našiel – „Coś znalazłem” (MAW, 1989)
- Václav Šuplata: Prečo… – „Dlaczego…” (Literatura, 2004)
- Viliam Klimaček, Dezider Toth: Noha k nohe – „Noga w nogę” (BIS, 2005)

oraz 3 słuchowiska radiowe.

### Inne publikacje
W dużej ilości artykuły, reportaże, fotoreportaże, przekłady opowiadań i innych drobnych form (m.in. w: „Płomyku”, „Misiu”, „Płomyczku”, „Kobiecie i Życiu”, „Guliwerze”, „Twoim Dziecku”), scenariusze audycji literackich (dla radia).

### Przełożone, czekają na wydawcę
- „Pat i Mat potrafią wszystko”, [filmowi „Sąsiedzi”], Pavel Sýkora / Vladimír Jiránek / Lubomír Beneš
- Rudolf Čechura, Jiří Šalamoun „Maxipes Fik na cestach” [„Podróże Maksipsa Fika”], Albatros 2004